# 久田哲史
久田 哲史（ひさた てつし、1984年9月4日 - ）は、日本の実業家。株式会社Speee創業者で、同社元代表取締役。

## 人物・来歴
愛知県渥美郡渥美町（現田原市）生まれ。
渥美町立泉小学校(現田原市立泉小学校)、渥美町立泉中学校（田原市立泉中学校）、愛知県立成章高等学校、名古屋大学工学部卒業。
2007年、大学在学中にモバイルSEO事業でSpeeeを設立し、代表取締役に就任。
2011年から新規事業設立のため取締役ファウンダーに異動。
2016年にはPrintを設立、代表取締役に就任。
2018年にはブロックチェーンを利用した事業でDatachainを設立し、代表取締役CEO就任。
2020年にはSpeeeをマザーズに上場させたが、資産管理会社Printを通じ、過半数の持分の保有を続けた。
2023年、一般財団法人Soilを設立。